# Feusisberg
Feusisberg és un municipi del cantó de Schwyz, situat al districte de Höfe.

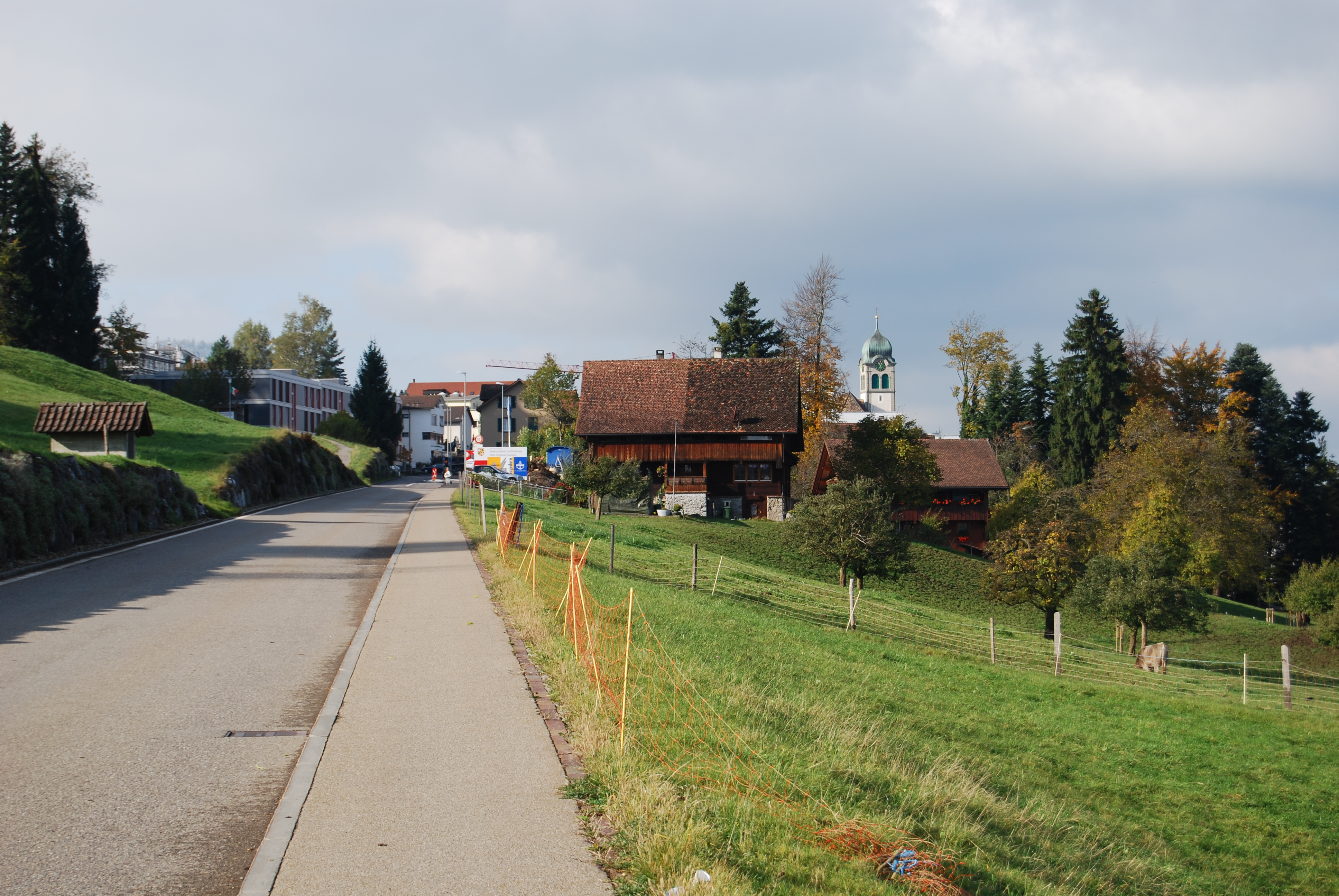
Feusisberg